# دانلوپ تایرز
دانلوپ تایرز (به انگلیسی: Dunlop Tyres) شرکت تولیدکننده تایر و لاستیک است، که در سال ۱۹۸۵، در بوفالو، نیویورک تأسیس شد.
دانلوپ تایرز تولیدکننده انواع لاستیک‌ها، برای اتومبیل، کامیون‌های تجاری، کامیون‌های سبک، اتومبیل‌های مسابقه، هواپیما، تجهیزات کشاورزی و همچنین کلیه لاستیک‌های ماشین‌آلات سنگین می‌باشد.
دانلوپ تایرز همچنین مالک گودیر تایرز می باشد.
از ابتدای فعالیت و تمام این سالها شرکت تولیدی لاستیک سومیتومو و شرکت دانلوپ روابط تجاری گسترده و نزدیکی با یکدیگر داشتند و در سال ۱۹۶۳ شرکت لاستیک سومیتومو با خرید شرکت لاستیک دانلوپ ژاپن کنترل آن را به دست گرفت و نام خود را به سومیتومو رابر تغییر داد.

اینکونه شد که از سال ۱۹۸۵ تمام دارایی ها و حق استفاده از نام تجاری دانلوپ متعلق به لاستیک سومیتومو ژاپن شد.

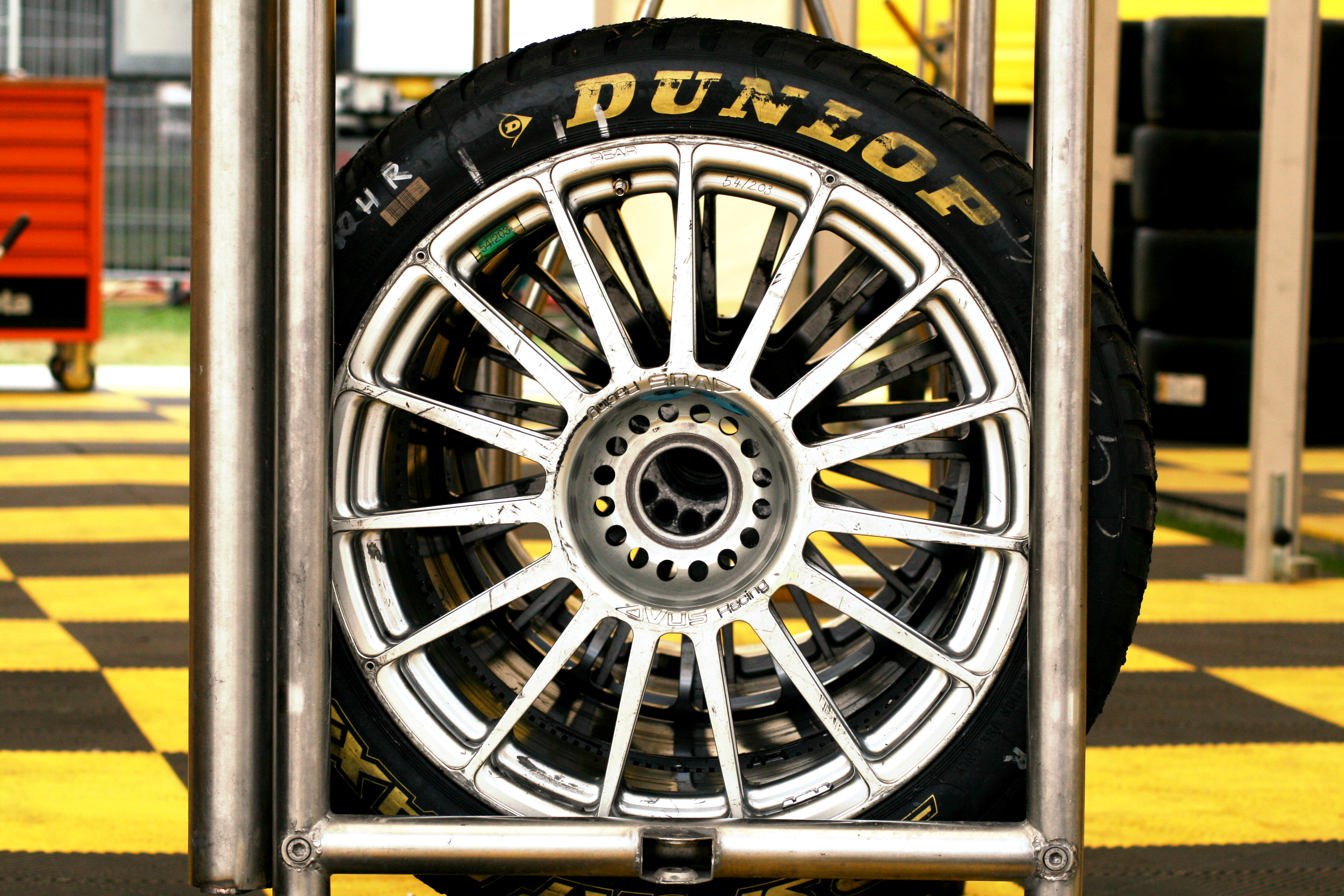
تایر دانلوپ